# Operațiunea Shrouded Horizon
Operațiunea Shrouded Horizon a fost o investigație internațională de aplicare a legii care a durat 18 luni și a culminat cu confiscarea, în iulie 2015, a Darkode⁠(d), un forum online de criminalitate informatică și o piață neagră, și cu arestarea mai multor membri ai acestuia. Cazul a implicat agenții de aplicare a legii din 20 de țări, conduse de Biroul Federal de Investigații al Statelor Unite ale Americii (FBI), cu asistența Europol, în ceea ce FBI a numit „cel mai mare efort coordonat de aplicare a legii îndreptat împotriva unui forum online de criminalitate informatică”.
Agenții de aplicare a legii au obținut acces la site-ul web cu acces exclusiv pe bază de invitație prin mijloace nedeclarate și au colectat informații pe o perioadă îndelungată, ceea ce a dus la confiscarea, percheziția sau arestarea echipamentelor a 70 de persoane la nivel mondial și la punerea sub acuzare a 12 persoane pentru infracțiuni, inclusiv fraudă informatică, complicitate la fraudă informatică, complicitate la fraudă electronică, complicitate la spălare de bani, complicitate la trimiterea de coduri rău intenționate, spam, furt de identitate, racketeering, complicitate la fraudă bancară, șantajare și complicitate la fraudă cu dispozitive de acces. Printre cei arestați s-au numărat administratorii pieței darknet TheRealDeal⁠(d), care erau activi și la Darkode.
La anunțarea acuzațiilor, procurorul federal David J. Hickton⁠(d) a numit site-ul „un cuib de viespi cibernetice format din hackeri criminali” care „reprezintă una dintre cele mai grave amenințări la adresa integrității datelor de pe computerele din Statele Unite”.
Deși condus de FBI și asistat de Europol, rapoartele creditează agenții din 20 de țări: Australia, Bosnia și Herțegovina, Brazilia, Canada, Columbia, Costa Rica, Cipru, Croația, Danemarca, Finlanda, Germania, Israel, Letonia, Macedonia, Nigeria, România, Serbia, Suedia, Regatul Unit și Statele Unite.
La numai două săptămâni după anunțarea raidului, site-ul a reapărut cu o securitate sporită, folosind autentificarea blockchain bazată pe Bitcoin și operând pe rețeaua de anonimat Tor.